# Kočkodan zlatý
Kočkodan zlatý (Cercopithecus kandti) je druh opice, dříve hodnocen jako poddruh kočkodana diadémového (Cercopithecus mitis).

## Výskyt
Vyskytuje se ve středoafrickém pohoří Virunga včetně čtyř národních parků: Mgahinga v jihozápadní Ugandě, Volcanoes na severozápadě Rwandy a Virunga a Kahuzi-Biéga v Demokratické republice Kongo. Žije pouze v horských lesích, často v bambusových. Potrava se skládá především z mladých bambusových listů, ovoce, bambusových výhonků, bezobratlých nebo květů. Opice jednotlivé oblasti využívají v závislosti na ročním období. Během sezóny, kdy je k dispozici zralé ovoce, zůstávají v těchto oblastech a se začátkem období dešťů, kdy vyrůstá bambus, se přesouvají do bambusových stanovišť.

## Biologie
Kočkodan zlatý tvoří různorodé skupiny. Byly pozorovány malé skupinky o třech opicích i velké tlupy, v nichž žilo přes 60 opic. Skupiny, které žijí ve vyšších nadmořských výškách, bývají menší. Během dne se opice krmí a na noc se přesouvají do vrcholků bambusových stromů, kde tvoří menší skupinky o asi čtyřech opicích. Kočkodani zlatí často pospojovávají husté bambusové rostliny nebo několik bambusových rostlin k vytvoření místa na spaní.

## Ohrožení
Mezinárodní svaz ochrany přírody hodnotí kočkodana zlatého jako ohrožený taxon, především coby následek ztráty biotopů i nadávných válek v jeho omezeném stanovišti.